# John Knox
John Knox, född omkring 1514, möjligen i Giffordgate nära Haddington, East Lothian, Skottland, död 24 november 1572 i Edinburgh, Skottland, var Skottlands reformator och grundare av den skotska statskyrkan. Reformationen i Skottland genomfördes under hans ledning.

## Biografi

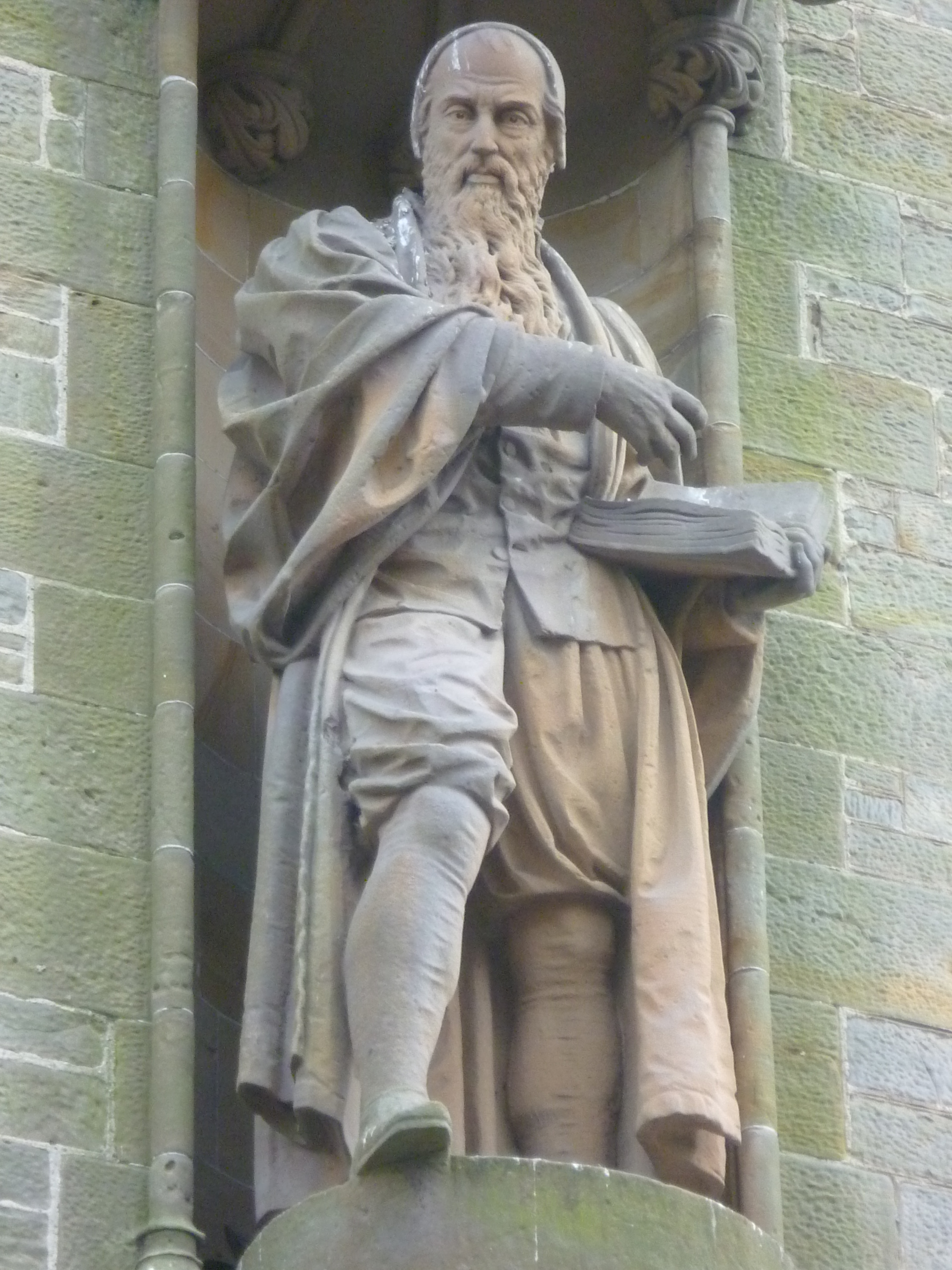
Staty föreställande John Knox, placerad på hans födelseort Haddington.

Knox studerade i Glasgow och blev troligen romersk-katolsk präst. Efter flera års tjänst väcktes han upp genom studiet av Luther, Augustinus och bibeln, och när han hört George Wishart predika, fördes han omkring 1544 helt över till protestantismen (i sin självbiografi förbigår han sitt liv ända till denna tid). Sedan Wishart avrättats för kätteri och som hämnd ärkebiskop David Beaton mördats av dennes vänner, besatte dessa ärkebiskopsborgen Saint Andrews och kallade Knox till sin präst och han begynte här sin stora predikoverksamhet.
Vid borgens fall 1547 fördes Knox som galärslav till Frankrike.
Den misshandel, som han utstod, stålsatte hans karaktär till den oböjlighet som karakteriserade hela hans senare liv. Den skapade även hos honom ett fanatiskt hat till allt franskt. Befriad 1549 efter 19 månader genom engelsk bemedling blev han 1551 Edvard VI:s kaplan, men avvisade ett erbjudet biskopsämbete, då han inte ville antaga den katoliserande Book of Common Prayer.
Övertalad att fly undan Maria I av Englands förföljelse 1554, var han en tid präst i engelska flyktingförsamlingen i Frankfurt am Main och förestod 1556–1559 en engelsk församling i Genève, där han med flera vänners hjälp översatte bibeln till engelska. Han tillägnade sig helt Jean Calvins tankar. I olikhet med denne hävdade han dock rätten till aktivt motstånd mot en katolsk, tyrannisk överhet, så i sin djärva skrift " Första trumpetstöten mot det monstruösa kvinnoregementet" (1558, enligt Calvin förbjöd Bibeln kvinnor att regera).
Under tiden skärptes i Skottland motsättningen mellan den protestantiska adeln, som 1557 bildade ett covenant till reformationens försvar, och regenten Maria av Guise. Kyrkor stormades och inbördeskrig utbröt. 1559 återvände Knox till sitt hemland och blev den samlande och eldande kraften bland de upproriska, vilka samma år med engelskt stöd tvingade Marias franska trupper att utrymma landet. Reformationens seger var därmed given. Parlamentet antog 1560 den av Knox utarbetade Confession of Faith (Confessio scotia) och förbjöd vid dödsstraff katolsk mässa. 1561 undertecknades Book of Discipline, som enligt presbyterianska principer reglerade kyrkans ämbeten, kyrkotukten, fattigvården och skolväsendet. Samma år började striden på nytt, då Maria Stuart övertog regeringen och för sig krävde rätt till katolsk gudstjänst. Knox, nu predikant i Edinburgh, angrep häftigt denna "avgudadyrkan" samt hovets nöjesliv och drottningens giftermålsplaner.
Efter mordet på hennes gunstling David Rizzio 1566, i vilket Knox troligen var invigd, måste han fly ur landet men sedan Maria av adelsoppositionen tvingats till abdikation 1567, fick han genom förmyndarregenten Moray inflytande över styrelsen. Under de följande årens oroligheter trängdes han tillbaka och kunde inte hindra, att biskopsämbetet påtvingats kyrkan. Knox var inte någon självständig religiös tänkare – hans enda teologiska arbete var en avhandling om predestinationen som skrevs i Genève – men en utomordentlig organisatör och predikant, driven av hängiven och obeveklig religiös övertygelse, med skarp blick för det uppnåbara.
1572 återvände Knox till Edinburgh, där han vid kyrkoorganisationsarbetet visade sig liksom Calvin inte vara anhängare av presbyteriansk anordning; under vissa villkor ville han till och med medgiva episkopatets återinförande. Knox avled 1572 och begravdes i St Giles kyrka. Knox, som omkring 1555 hade gift sig med Marjory Bowes och 1564 med lord Ochiltrees 19-åriga dotter Margaret Stewart, efterlämnade två söner och tre döttrar. Sönerna dog vid unga år, och med dem utslocknade Knox:s släkt på manssidan.

## Eftermäle
Knox var otvivelaktigt en av Skottlands stora söner, en omutlig karaktär, fast hängiven den form av religionen, som han trodde vara den enda sanna. Han var en av sin tids mest vältaliga predikanter och utrustad med stor personlig makt över andra, även om hans inflytande på händelsernas gång i Skottland blivit överskattat. Han drog aldrig personlig fördel av katolska kyrkans fall; han förblev också till sin död en jämförelsevis fattig man. Knox:s historiska betydelse är inte lätt att rätt värdera. Han har haft stort inflytande på den kalvinska världens religiösa utveckling, och genom honom omintetgjordes den omfamning, med vilken Spanien och Frankrike avsåg att kväva det protestantiska England.
Av hans skrifter förtjänar främst framhållas hans skotska reformationshistoria, som räcker till 1567 och som kraftigt karakteriserar honom själv; den ingår i de av D. Laing utgivna The works of John Knox (1846-64).